# Concierto para violín n.º 1 (Prokófiev)
El Concierto para violín y orquesta n.º 1 en re mayor, opus 19, del compositor ruso Serguéi Prokófiev fue compuesto entre 1916 y 1917. 
Está dividido en tres movimientos:   
1. Andantino
2. Scherzo: Vivacissimo
3. Moderato - Andante

El año 1917, el de la Revolución de octubre, fue prolífico para Prokófiev: compuso, entre otras obras, la Sinfonía clásica, la tercera y la cuarta sonatas para piano, e inició la composición del Concierto para piano n.º 3. Para muchos, el efecto de la revolución no se nota en la música compuesta en este período de su obra.   
No fue estrenado sino hasta el 18 de octubre de 1923 en la Ópera de París por Marcel Darrieux en la parte solista, la orquesta de la Ópera de París y Serge Koussevitzky en el podio. A pesar de que no tuvo éxito en su estreno, se ha convertido en uno de los conciertos más populares del compositor y del repertorio para violín. El compositor Ígor Stravinski, al que no le gustaba la música de Prokófiev, admiraba este concierto.    
La obra se abre con un pasaje etéreo, gana fuerza y luego vuelve a la calma; esta descripción se adapta al primer movimiento y a la integridad de la obra. Los movimientos comienzan en Re mayor, mi menor y sol menor, respectivamente. La obra termina de una forma similar a como empieza, alcanzando una paz luego de la tormenta. El concierto fue orquestado para orquesta de tamaño mediano con una pequeña sección de percusión.